# Eleições estaduais no Rio Grande do Sul em 2018
O primeiro turno das eleições estaduais no Rio Grande do Sul em 2018 foi realizado em 7 de outubro, como parte das eleições gerais no Brasil. Os eleitores aptos a votar elegeram dois senadores da República, 31 deputados federais e 55 deputados estaduais.
No primeiro turno, oito candidatos registraram suas candidaturas ao governo estadual, enquanto a disputa pelas duas vagas no Senado Federal contou com a participação de quinze candidatos. Como nenhum postulante ao governo gaúcho recebeu 50 por cento + 1 dos votos válidos, um segundo turno entre Eduardo Leite (PSDB) e o governador José Ivo Sartori (MDB) ocorreu em 28 de outubro.
Eduardo Leite foi eleito governador com 53,62% dos votos, levando o PSDB ao comando do governo estadual novamente, pela primeira vez desde 2011. Além disso, sua vitória confirmou a tradição gaúcha de não reeleger governadores. Para o Senado Federal, foram eleitos o deputado federal Luis Carlos Heinze, do PP, e Paulo Paim, do PT, que foi reeleito.

## Contexto
Nas eleições estaduais de 2014, José Ivo Sartori (PMDB), ex-prefeito de Caxias do Sul, derrotou o governador Tarso Genro (PT) no segundo turno com 61,21 por cento dos votos válidos, em uma diferença de 1,4 milhão de votos. Desde que foi instituída a reeleição para cargos executivos em 1997, nenhum governador gaúcho foi reeleito. Na mesma eleição, o senador Aécio Neves (PSDB-MG), derrotado pela presidente Dilma Rousseff (PT-RS) a nível nacional, ganhou no Rio Grande do Sul com 53,52 por cento dos votos, cerca de 450 mil votos a mais que Dilma.
Sartori, juntamente com seu vice José Paulo
Cairoli (PSD), iniciou seu mandato como governador em 1º de janeiro de 2015, levando o PMDB ao comando do Rio Grande do Sul, o sexto estado mais populoso do país, depois de oito anos. Sartori iniciou seu governo tendo o apoio da maioria dos deputados e partidos. No entanto, entre dezembro de 2017 e junho de 2018 quatro partidos (PSDB, PDT, PP e PPS) deixaram sua base de apoio para lançarem ou apoiarem outras candidaturas ao governo estadual.
De acordo com um levantamento do instituto Paraná Pesquisas em junho de 2018, o governador possuía uma avaliação negativa de 55,8 por cento dos eleitores, enquanto que 39,6 por cento aprovavam sua gestão. A mesma pesquisa indicou Sartori na liderança de intenções de votos para o primeiro turno, com 28,3 por cento, seguido por Eduardo Leite (PSDB) com 10,8 por cento, Miguel Rossetto (PT) com 9,8 por cento, Jairo Jorge (PDT) com 8,2 por cento e Luis Carlos Heinze (PP) com 6 por cento. O governador, entretanto, possuía o maior nível de rejeição, pouco mais de 50 por cento.

## Composição das coligações
Embora não confirmasse publicamente, o governador Sartori atuou nos bastidores para viabilizar sua candidatura à reeleição. Inicialmente, desejava liderar uma coligação, apelidada de "chapa dos sonhos", que tivesse Eduardo Leite como candidato a vice-governador, além de Ana Amélia Lemos (PP) e Beto Albuquerque (PSB) como candidatos ao Senado Federal. No entanto, Leite preferiu concorrer a governador e o PP escolheu apresentar candidatura própria, a do deputado federal Luiz Carlos Heinze. O diretório estadual do PSB aprovou apoio à reeleição de Sartori e escolheu Albuquerque como candidato ao Senado, em uma votação de 58 a 34 contra José Fortunati, ex-prefeito de Porto Alegre. Sartori foi apoiado ainda pelo PSD, PR, PSC, PATRI, PTC, PMN e PRP, sendo assim a maior coligação no estado. O PSD indicou Cairoli novamente como vice de Sartori e o PMDB escolheu o segundo candidato ao Senado pela coligação, o ex-senador e prefeito da capital José Fogaça.
O PDT optou pela candidatura de Jairo Jorge a governador. Jairo foi prefeito de Canoas de 2009 a 2017 e até novembro de 2016 era filiado ao PT. A coligação, formada ainda por PV, SD, PODE, AVANTE, PPL e PMB, contou com o empresário Cláudio Bier (PV) como candidato a vice-governador. Embora Jairo apoiou pessoalmente a candidatura de Ciro Gomes para presidente, ele permitiu que a coligação também apoiasse outros presidenciáveis como Alvaro Dias (PODE).
Em convenção partidária realizada em novembro de 2017, o PSDB elegeu Leite presidente do partido no estado e anunciou sua pré-candidatura a governador. Leite, ex-prefeito de Pelotas, garantiu o apoio do PTB, PP, PRB, PPS, REDE e PHS. O delegado Ranolfo Vieira Júnior (PTB) foi o candidato a vice-governador e a coligação apresentou o nome de Mário Bernd (PPS) ao Senado. Apesar da Rede ter se coligado com Leite, a presidenciável Marina Silva descartou apoiá-lo.
Heinze teve sua candidatura oficializada pela convenção do PP após vencer por larga margem o candidato apoiado por Ana Amélia na pré-convenção do partido. Heinze e Ana Amélia também discordavam em relação a qual candidato a presidente apoiar: enquanto Heinze declarou apoio a Jair Bolsonaro, Ana Amélia defendia a escolha de um candidato mais moderado. Além do PP, Heinze conseguiu o apoio de DEM, PROS e PSL. No entanto, quando o presidenciável Geraldo Alckmin escolheu Ana Amélia como sua candidata a vice, a coligação se desfez: o PP passou a integrar a coligação de Leite, lançando Heinze ao Senado, enquanto os demais partidos não apoiaram nenhum candidato na eleição para governador e oficializaram a empresária Carmen Flores como candidata ao Senado, dando assim palanque para Bolsonaro.
No final de 2017, o PT anunciou a escolha de Miguel Rossetto como o candidato do partido ao executivo gaúcho. Os petistas tinham como prioridade a reeleição do senador Paulo Paim. Inicialmente isolado, o PT conseguiu na véspera do término das convenções fechar uma aliança com o PCdoB, seu aliado histórico. O PCdoB retirou a candidatura de Abigail Pereira ao governo estadual e a oficializou como candidata ao Senado pela coligação de Rossetto.
O PSOL e o PCB coligaram-se e escolheram Roberto Robaina, vereador de Porto Alegre, como candidato a governador, e a professora Camila Goulart como vice. Ambos os partidos indicaram candidatos ao Senado: o vereador Romer Guex (PSOL) e o servidor público Cleber Soares (PCB). Outros dois partidos lançaram candidatos ao governo sem formarem coligações: o NOVO definiu Mateus Bandeira, ex-presidente do Banrisul e ex-CEO da Falconi; e o PSTU optou por Julio Flores, um candidato perene.

### Candidatos ao Governo
As seguintes candidaturas ao executivo gaúcho foram registradas perante o Tribunal Regional Eleitoral:
| Candidato(a) a governador(a)    | Candidato(a) a governador(a) | Candidato(a) a governador(a) | Último cargo que ocupou                               | Partido e número | Candidato a vice            | Coligação                                                               | Tempo no horário eleitoral |
| ------------------------------- | ---------------------------- | ---------------------------- | ----------------------------------------------------- | ---------------- | --------------------------- | ----------------------------------------------------------------------- | -------------------------- |
| Eduardo Leite                   | Eduardo Leite                |                              | Prefeito de Pelotas (2013–2017)                       | PSDB — 45        | Ranolfo Vieira Júnior (PTB) | Rio Grande da Gente (PSDB, PTB, PP, PRB, PPS, PHS, REDE)                | 2 minutos e 45 segundos    |
| Jairo Jorge                     | Jairo Jorge                  |                              | Prefeito de Canoas (2009–2017)                        | PDT — 12         | Cláudio Bier (PV)           | O Rio Grande tem Solução (PDT, PV, SD, PODE, AVANTE, PMB, PPL)          | 56 segundos                |
| José Ivo Sartori                | José Ivo Sartori             |                              | Governador (2015–2019)                                | MDB — 15         | José Paulo Cairoli (PSD)    | Rio Grande no Rumo Certo (MDB, PSD, PR, PSB, PSC, PATRI, PMN, PRP, PTC) | 3 minutos e 18 segundos    |
| Júlio Flores                    | Júlio Flores                 |                              | —                                                     | PSTU — 16        | Ana Clécia (PSTU)           | Candidato não coligado                                                  | 6 segundos                 |
| Mateus Bandeira                 | Mateus Bandeira              |                              | Presidente do Banrisul (2010-2011)                    | NOVO — 30        | Bruno Miragem (NOVO)        | Candidato não coligado                                                  | 6 segundos                 |
| Miguel Rossetto                 | Miguel Rossetto              |                              | Ministro do Trabalho e Previdência Social (2015-2016) | PT — 13          | Ana Affonso (PT)            | Por um Rio Grande Justo (PT, PCdoB)                                     | 1 minuto e 27 segundos     |
| Paulo de Oliveira Medeiros (62) | —                            |                              | —                                                     | PCO — 29         | Jeferson Mendes (PCO)       | Candidato não coligado                                                  | 6 segundos                 |
| Roberto Robaina                 | Roberto Robaina              |                              | Vereador de Porto Alegre (2017-atualmente)            | PSOL — 50        | Professora Camila PSOL      | Independência e Luta para Mudar o Rio Grande (PSOL, PCB)                | 11 segundos                |

### Candidatos ao Senado Federal
As seguintes candidaturas ao Senado Federal foram registradas perante o Tribunal Regional Eleitoral:
| Candidato(a) a senador(a) | Candidato(a) a senador(a) | Candidato(a) a senador(a) | Último cargo que ocupou                    | Partido e número | Candidatos a suplente                          | Coligação                                                               |
| ------------------------- | ------------------------- | ------------------------- | ------------------------------------------ | ---------------- | ---------------------------------------------- | ----------------------------------------------------------------------- |
| Abigail Pereira           | Abigail Pereira           |                           | Secretária estadual de Turismo (2011–2015) | PCdoB — 651      | Everlei Martins (PCdoB) Márcia Lucas (PT)      | Por um Rio Grande Justo (PT, PCdoB)                                     |
| Ana Varela                | —                         |                           | —                                          | PODE — 190       | Thiago Lamaison (PODE) Jean Carissimi (PDT)    | O Rio Grande tem Solução (PDT, PV, SD, PODE, AVANTE, PMB, PPL)          |
| Beto Albuquerque          | Beto Albuquerque          |                           | Deputado federal (1999-2015)               | PSB — 400        | Adriane Cerine (PRP) Daiane Dias (PSB)         | Rio Grande no Rumo Certo (MDB, PSD, PR, PSB, PSC, PATRI, PMN, PRP, PTC) |
| Carmen Flores             | —                         |                           | —                                          | PSL — 170        | Evandro Soares (DEM) Jesse James (PROS)        | Brasil Acima de Tudo (PSL, DEM, PROS)                                   |
| Cleber Soares             | —                         |                           | —                                          | PCB — 212        | John Elvis (PCB) Leandro Gonçalves (PCB)       | Independência e Luta para Mudar o Rio Grande (PSOL, PCB)                |
| Sandra Weber              | —                         |                           | —                                          | SD — 777         | Lando (PDT) Carlos Varreira (SD)               | Frente o Rio Grande tem Solução (PDT, PV, SD, PODE, AVANTE, PMB, PPL)   |
| João Augusto              | —                         |                           | —                                          | PSTU — 160       | Luiz Fernando Kist (PSTU) Denior (PSTU)        | Candidato não coligado                                                  |
| José Fogaça               | José Fogaça               |                           | Deputado federal (2015-2019)               | MDB — 151        | Pastor Pedro Oliveira (PSC) Ana Oliveira (MDB) | Rio Grande no Rumo Certo (MDB, PSD, PR, PSB, PSC, PATRI, PMN, PRP, PTC) |
| Luis Carlos Heinze        | Luis Carlos Heinze        |                           | Deputado federal (1999–2019)               | PP — 111         | Irineu Orth (PP) Drica de Lucena (PP)          | Rio Grande da Gente (PSDB, PTB, PP, PRB, PPS, PHS, REDE)                |
| Luiz Delvair              | —                         |                           | —                                          | PCO — 290        | Emerson Brotto (PCO) Oscar de Souza (PCO)      | Candidato não coligado                                                  |
| Machado                   | —                         |                           | —                                          | DC — 273         | Jomar (DC) Getúlio Amaral (DC)                 | Candidato não coligado                                                  |
| Mário Bernd               | —                         |                           | Deputado estadual (1999-2003)              | PPS — 234        | Micheli Petri (PSDB) Marli Iglesias (PTB)      | Rio Grande da Gente (PSDB, PTB, PP, PRB, PPS, PHS, REDE)                |
| Marli Schaule             | —                         |                           | —                                          | PSTU — 161       | Roberto Rost (PSTU) José Guilherme (PSTU)      | Candidato não coligado                                                  |
| Paulo Paim                | Paulo Paim                |                           | Senador (2003-atualmente)                  | PT — 131         | Cleonice Back (PT) Reginete Bispo (PT)         | Por um Rio Grande Justo (PT, PCdoB)                                     |
| Romer Guex                | Romer Guex                |                           | Vereador de Viamão (1997-2013)             | PSOL — 500       | João Ezequiel (PSOL) Osmar Tonini (PSOL)       | Independência e Luta para Mudar o Rio Grande (PSOL, PCB)                |

## Pesquisas de opinião

### Governador

Candidato mais votado por município no 1.º turno (497 municípios):
Eduardo Leite
José Ivo Sartori
Miguel Rossetto
Jairo Jorge

Pré-campanha
| Divulgação          | Instituto          | Margem de erro | Candidato       | Candidato    | Candidato   | Candidato     | Candidato     | Candidato   | Candidato       | Candidato     | Candidato      | Branco / Nulo | NS / NR |
| Divulgação          | Instituto          | Margem de erro | Abigail (PCdoB) | Leite (PSDB) | Jairo (PDT) | Sartori (MDB) | Flores (PSTU) | Heinze (PP) | Bandeira (NOVO) | Rossetto (PT) | Robaina (PSOL) | Branco / Nulo | NS / NR |
| ------------------- | ------------------ | -------------- | --------------- | ------------ | ----------- | ------------- | ------------- | ----------- | --------------- | ------------- | -------------- | ------------- | ------- |
| 12 de junho de 2018 | Paraná Pesquisas   | ±2,5%          | 3,1%            | 11,2%        | 8,4%        | 28,7%         | —             | 6,2%        | 1,2%            | 10,1%         | —              | —             | 6,5%    |
| 28 de junho de 2018 | Instituto Methodus | ±3%            | 1,3%            | 8%           | 10%         | 17,5%         | —             | 5,1%        | 2,1%            | 8,1%          | 3,7%           | 22,6%         | 21,6%   |
| 29 de julho de 2018 | Index              | ±2,9%          | 2,5%            | 6,4%         | 10,4%       | 24,1%         | —             | 1,6%        | 0,3%            | 11,3%         | 2,9%           | 8,3%          | 30,7%   |

Primeiro turno
| Divulgação             | Instituto          | Margem de erro | Candidato    | Candidato   | Candidato     | Candidato     | Candidato       | Candidato     | Candidato      | Candidato      | Branco / Nulo | NS / NR |
| Divulgação             | Instituto          | Margem de erro | Leite (PSDB) | Jairo (PDT) | Sartori (MDB) | Flores (PSTU) | Bandeira (NOVO) | Rossetto (PT) | Medeiros (PCO) | Robaina (PSOL) | Branco / Nulo | NS / NR |
| ---------------------- | ------------------ | -------------- | ------------ | ----------- | ------------- | ------------- | --------------- | ------------- | -------------- | -------------- | ------------- | ------- |
| 17 de agosto de 2018   | Ibope              | ±3%            | 8%           | 6%          | 19%           | 4%            | 2%              | 8%            | —              | 2%             | 28%           | 22%     |
| 6 de setembro de 2018  | Ibope              | ±3%            | 18%          | 8%          | 25%           | 3%            | 2%              | 14%           | 0%             | 2%             | 14%           | 14%     |
| 13 de setembro de 2018 | Ibope              | ±3%            | 25%          | 7%          | 29%           | 1%            | 1%              | 12%           | 0%             | 1%             | 13%           | 11%     |
| 19 de setembro de 2018 | Instituto Methodus | ±2,5%          | 19,20%       | 13,47%      | 20,47%        | 1%            | 3,07%           | 12,20%        | 0,33%          | 1,87%          | 11,80%        | 16,60%  |
| 21 de setembro de 2018 | Ibope              | ±3%            | 26%          | 6%          | 31%           | 1%            | 1%              | 12%           | 0%             | 1%             | 13%           | 10%     |
| 27 de setembro de 2018 | Ibope              | ±3%            | 30%          | 8%          | 29%           | 1%            | 1%              | 12%           | 1%             | 1%             | 9%            | 8%      |
| 6 de outubro de 2018   | Ibope              | ±3%            | 34%          | 9%          | 28%           | 1%            | 2%              | 12%           | 1%             | 1%             | 5%            | 7%      |

Segundo turno
| 6 de setembro de 2018                          | Ibope              | ±3%   | 35%    | 32%    | 23% | 11% |
| 13 de setembro de 2018                         | Ibope              | ±3%   | 38%    | 37%    | 13% | 11% |
| 19 de setembro de 2018                         | Instituto Methodus | ±2,5% | 39,20% | 31,33% | -   | -   |
| 21 de setembro de 2018                         | Ibope              | ±3%   | 40%    | 37%    | 16% | 7%  |
| 27 de setembro de 2018                         | Ibope              | ±3%   | 43%    | 34%    | 16% | 7%  |
| 6 de outubro de 2018                           | Ibope              | ±3%   | 50%    | 34%    | 11% | 5%  |
| Confirmado segundo turno entre Leite e Sartori |                    |       |        |        |     |     |
| 17 de outubro de 2018                          | Ibope              | ±2%   | 52%    | 36%    | 8%  | 4%  |
| 23 de outubro de 2018                          | Ibope              | ±2%   | 53%    | 36%    | 8%  | 3%  |
| 23 de outubro de 2018                          | Methodus           | ±2%   | 57,57% | 42,43% | —   | —   |
| 24 de outubro de 2018                          | RealTime Big Data  | ±3%   | 48%    | 37%    | 9%  | 6%  |
| 27 de outubro de 2018                          | Ibope              | ±2%   | 51%    | 39%    | 6%  | 4%  |

### Senador
Pré-campanha
| Divulgação          | Instituto          | Margem de erro | Candidato       | Candidato  | Candidato    | Candidato   | Candidato | Candidato   | Candidato | Branco / Nulo | NS / NR |
| Divulgação          | Instituto          | Margem de erro | Ana Amélia (PP) | Beto (PSB) | Fogaça (MDB) | Bernd (PPS) | Paim (PT) | Vais (NOVO) | Outros    | Branco / Nulo | NS / NR |
| ------------------- | ------------------ | -------------- | --------------- | ---------- | ------------ | ----------- | --------- | ----------- | --------- | ------------- | ------- |
| 12 de junho de 2018 | Paraná Pesquisas   | ±2,5%          | 44,5%           | 10,5%      | —            | —           | 28,7%     | 3%          | 33,6%[a]  | —             | 20,7%   |
| 29 de junho de 2018 | Instituto Methodus | ±3%            | 35,7%           | 20,1%      | —            | —           | 32,2%     | 6,3%        | 38,8%[b]  | 35,8%         | 31,1%   |

a  - Germano Rigotto foi preferido por 22,3% dos entrevistados, enquanto Alceu Collares (PDT) por 11,3%.
b  - Rigotto (MDB) foi escolhido por 22,5% dos entrevistados e Collares (PDT) por 16,3%.
Primeiro turno
Nota: como em 2018 os eleitores escolhem dois senadores por estado, a soma dos porcentuais atinge 200%, uma vez que os entrevistados podem optar por dois nomes.
| Divulgação             | Instituto | Margem de erro | Candidato       | Candidato  | Candidato    | Candidato    | Candidato   | Candidato   | Candidato | Candidato   | Candidato | Branco / Nulo | NS / NR |
| Divulgação             | Instituto | Margem de erro | Abigail (PCdoB) | Beto (PSB) | Carmen (PSL) | Fogaça (MDB) | Heinze (PP) | Bernd (PPS) | Paim (PT) | Sandra (SD) | Outros    | Branco / Nulo | NS / NR |
| ---------------------- | --------- | -------------- | --------------- | ---------- | ------------ | ------------ | ----------- | ----------- | --------- | ----------- | --------- | ------------- | ------- |
| 17 de agosto de 2018   | Ibope     | ±3%            | 3%              | 15%        | 6%           | 27%          | 7%          | 1%          | 27%       | 4%          | 8%[A]     | 42%           | 55%     |
| 7 de setembro de 2018  | Ibope     | ±3%            | 5%              | 17%        | 7%           | 33%          | 8%          | 1%          | 31%       | 4%          | 11%[B]    | 37%           | 46%     |
| 13 de setembro de 2018 | Ibope     | ±3%            | 5%              | 21%        | 7%           | 31%          | 8%          | 1%          | 27%       | 5%          | 12%[C]    | 37%           | 47%     |
| 21 de setembro de 2018 | Ibope     | ±3%            | 6%              | 19%        | 9%           | 31%          | 8%          | 1%          | 30%       | 4%          | 10%[D]    | 38%           | 45%     |
| 27 de setembro de 2018 | Ibope     | ±3%            | 8%              | 22%        | 8%           | 33%          | 11%         | 1%          | 32%       | 4%          | 11%[E]    | 30%           | 40%     |
| 6 de outubro de 2018   | Ibope     | ±3%            | 12%             | 24%        | 13%          | 31%          | 18%         | 2%          | 35%       | 4%          | 11%[F]    | 23%           | 26%     |

A  - Outros cinco candidatos foram citados por pelo menos 1% dos entrevistados: Cleber Soares (PCB) 2%, João Augusto (PSTU) 2%, Machado (DC) 2%, Romer Guex (PSOL) 1% e Marli Shaule (PSTU) 1%.
B  - Outros sete candidatos foram citados por pelo menos 1% dos entrevistados: Ana Varela (PODE) 3%, Cleber Soares (PCB) 2%,
Machado (DC) 2%, João Augusto (PSTU) 1%, Romer Guex (PSOL) 1%, Luiz Delvair (PCO) 1% e Marli Schaule (PSTU) 1%.
C  - Outros cinco candidatos foram citados por pelo menos 1% dos entrevistados: Ana Varela (PODE) 4%, Cleber Soares (PCB) 2%,
Machado (DC) 2%, João Augusto (PSTU) 1% e Luiz Delvair (PCO) 1%.
D  - Outros seis candidatos foram citados por pelo menos 1% dos entrevistados: Ana Varela (PODE) 4%, João Augusto (PSTU) 2%, Cleber Soares (PCB) 1%, Machado (DC) 1%, Luiz Delvair (PCO) 1% e Marli Schaule (PSTU) 1%.
E  - Outros sete candidatos foram citados por pelo menos 1% dos entrevistados: Ana Varela (PODE) 4%, João Augusto (PSTU) 2%, Cleber Soares (PCB) 1%, Machado (DC) 1%, Marli Schaule (PSTU): 1%, Luiz Delvair (PCO) 1% e Romer Guex (PSOL) 1%.
F  - Outros seis candidatos foram citados por pelo menos 1% dos entrevistados: Ana Varela (PODE) 3%, João Augusto (PSTU) 2%, Cleber Soares (PCB) 2%, Machado (DC) 1%, Marli Schaule (PSTU): 1%, Luiz Delvair (PCO) 1% e Romer Guex (PSOL) 1%.

## Resultados
No primeiro turno nenhum dos candidatos atingiu 50% + 1 dos votos necessários para se eleger no primeiro turno. Portanto, os dois mais votados, o candidato Eduardo Leite (PSDB) e candidato à reeleição José Ivo Sartori (MDB) disputaram um segundo turno. Esse resultado marcou a ausência do PT no segundo turno pela primeira vez em 28 anos.
Os resultados publicados nas tabelas abaixo foram divulgados pelo TSE.

### Governador
| Candidato(a)                     | Vice                        | 1º turno  | 1º turno    | 2º turno  | 2º turno    |
| Candidato(a)                     | Vice                        | Total     | Percentagem | Total     | Percentagem |
| -------------------------------- | --------------------------- | --------- | ----------- | --------- | ----------- |
| Eduardo Leite (PSDB)             | Ranolfo Vieira Júnior (PTB) | 2.143.603 | 35,90%      | 3.128.317 | 53,62%      |
| José Ivo Sartori (MDB)           | José Paulo Cairoli (PSD)    | 1.857.335 | 31,11%      | 2.705.601 | 46,38%      |
| Miguel Rossetto (PT)             | Ana Affonso (PT)            | 1.060.209 | 17,76%      |           |             |
| Jairo Jorge (PDT)                | Cláudio Bier (PV)           | 661.717   | 11,08%      |           |             |
| Mateus Bandeira (NOVO)           | Bruno Miragem (NOVO)        | 200.877   | 3,36%       |           |             |
| Roberto Robaina (PSOL)           | Professora Camila (PSOL)    | 37.993    | 0,64%       |           |             |
| Júlio Flores (PSTU)              | Ana Clécia (PSTU)           | 8.917     | 0,15%       |           |             |
| Paulo de Oliveira Medeiros (PCO) | Jeferson Mendes (PCO)       | —         | —           |           |             |
| Total de votos válidos           | Total de votos válidos      | 5.970.651 | 87,34%      | 5.833.918 | 86,11%      |
| → Votos em branco                | → Votos em branco           | 404.550   | 5,92%       | 298.456   | 4,41%       |
| → Votos nulos                    | → Votos nulos               | 460.182   | 6,73%       | 642.495   | 9,48%       |
| Total                            | Total                       | 6.835.866 | 81,86%      | 6.774.869 | 81,13%      |
| Abstenções                       | Abstenções                  | 1.514.852 | 18,14%      | 1.576.087 | 18,87%      |
| Total de inscritos               | Total de inscritos          | 8.350.718 | 100%        | 8.350.718 | 100%        |

### Senador
O ícone  indica a reeleição.
| Candidato(a)             | 1º turno   | 1º turno    |
| Candidato(a)             | Total      | Percentagem |
| ------------------------ | ---------- | ----------- |
| Luiz Carlos Heinze (PP)  | 2.316.365  | 21,94%      |
| Paulo Paim (PT)          | 1.875.245  | 17,76%      |
| Beto Albuquerque (PSB)   | 1.713.792  | 16,23%      |
| Carmen Flores (PSL)      | 1.509.152  | 14,30%      |
| José Fogaça (MDB)        | 1.465.700  | 13,88%      |
| Abigail Pereira (PCdoB)  | 970.286    | 9,19%       |
| Sandra Weber (SD)        | 263.411    | 2,50%       |
| Mario Bernd (PPS)        | 233.747    | 2,21%       |
| Ana Varela (PODE)        | 101.504    | 0,96%       |
| Romer Guex (PSOL)        | 49.023     | 0,46%       |
| Marli Schaule (PSTU)     | 26.242     | 0,25%       |
| Cleber Soares (PCB)      | 23.963     | 0,23%       |
| José Augusto (PSTU)      | 7.963      | 0,08%       |
| Luiz Delvair (PCO)       | —          | —           |
| Luiz Carlos Machado (DC) | —          | —           |
| Total de votos válidos   | 10.556.398 | 77,23%      |
| → Votos em branco        | 1.547.540  | 11,32%      |
| → Votos nulos            | 1.565.943  | 11,45%      |
| Total                    | 13.671.732 | 81,86%      |
| Abstenções               | 1.514.852  | 18,14%      |
| Total de inscritos       | 8.350.718  | 100%        |

### Deputados federais
Foram eleitos trinta e um (31) deputados federais para representarem o Rio Grande do Sul na Câmara dos Deputados.

Representação eleita - RS
  PT: 5
  MDB: 4
  PP: 4
  PDT: 3
  PSL: 3
  PSB: 2
  PSDB: 2
  PTB: 2
  DEM: 1
  NOVO: 1
  PR: 1
  PRB: 1
  PSD: 1
  PSOL: 1

A tabela abaixo mostra somente os deputados federais eleitos. O ícone  indica os que foram reeleitos.
| Candidato (a)              | Nº   | Coligação                                               | Votos   | %     |
| -------------------------- | ---- | ------------------------------------------------------- | ------- | ----- |
| Marcel van Hattem (NOVO)   | 3030 | NOVO                                                    | 349.855 | 5,99% |
| Onyx Lorenzoni (DEM)       | 2522 | Endireita Rio Grande DEM / PSL / PROS                   | 183.518 | 3,14% |
| Giovani Cherini (PR)       | 2222 | PR                                                      | 151.719 | 2,60% |
| Paulo Pimenta (PT)         | 1307 | PT                                                      | 133.086 | 2,28% |
| Dionilso Marcon (PT)       | 1355 | PT                                                      | 122.838 | 2,10% |
| Marlon Santos (PDT)        | 1208 | Frente Trabalhista Sustentável PDT / PV / PMB           | 116.483 | 1,99% |
| Lucas Redecker (PSDB)      | 4511 | Rio Grande unido e forte PSDB / PP / PRB / PTB / REDE   | 114.346 | 1,96% |
| Fernanda Melchionna (PSOL) | 5050 | Independência e luta para mudar o Rio Grande PSOL / PCB | 114.302 | 1,96% |
| Heitor Schuch (PSB)        | 4012 | Unidos pelo Rio Grande PSB / PATRI                      | 109.053 | 1,87% |
| Henrique Fontana (PT)      | 1313 | PT                                                      | 108.585 | 1,86% |
| Carlos Gomes (PRB)         | 1010 | Rio Grande unido e forte PSDB / PP / PRB / PTB / REDE   | 103.373 | 1,77% |
| Bohn Gass (PT)             | 1320 | PT                                                      | 102.964 | 1,76% |
| Danrlei de Deus (PSD)      | 5501 | Rio Grande vencedor PSD / PSC / PMN / PTC / PRP         | 102.662 | 1,76% |
| Covatti Filho (PP)         | 1111 | Rio Grande vencedor PSD / PSC / PMN / PTC / PRP         | 102.063 | 1,75% |
| Márcio Biolchi (MDB)       | 1520 | MDB                                                     | 100.362 | 1,72% |
| Alceu Moreira (MDB)        | 1500 | MDB                                                     | 100.341 | 1,72% |
| Afonso Hamm (PP)           | 1166 | Rio Grande unido e forte PSDB / PP / PRB / PTB / REDE   | 100.018 | 1,71% |
| Maria do Rosário (PT)      | 1370 | PT                                                      | 97.303  | 1,66% |
| Pedro Westphalen (PP)      | 1144 | Rio Grande unido e forte PSDB / PP / PRB / PTB / REDE   | 97.163  | 1,66% |
| Giovani Feltes (MDB)       | 1515 | MDB                                                     | 93.088  | 1,59% |
| Bibo Nunes (PSL)           | 1700 | Endireita Rio Grande DEM / PSL / PROS                   | 91.664  | 1,57% |
| Jerônimo Goergen (PP)      | 1133 | Rio Grande unido e forte PSDB / PP / PRB / PTB / REDE   | 89.707  | 1,53% |
| Ubiratan Sanderson (PSL)   | 1720 | Endireita Rio Grande DEM / PSL / PROS                   | 88.559  | 1,52% |
| Osmar Terra (MDB)          | 1522 | MDB                                                     | 86.305  | 1,48% |
| Maurício Dziedricki (PTB)  | 1477 | Rio Grande unido e forte PSDB / PP / PRB / PTB / REDE   | 83.617  | 1,43% |
| Pompeo de Mattos (PDT)     | 1212 | Frente Trabalhista Sustentável PDT / PV / PMB           | 80.427  | 1,38% |
| Daniel Trzeciak (PSDB)     | 4500 | Rio Grande unido e forte PSDB / PP / PRB / PTB / REDE   | 74.789  | 1,28% |
| Marcelo Moraes (PTB)       | 1412 | Rio Grande unido e forte PSDB / PP / PRB / PTB / REDE   | 69.904  | 1,20% |
| Afonso Motta (PDT)         | 1200 | Frente Trabalhista Sustentável PDT / PV / PMB           | 65.712  | 1,12% |
| Liziane Bayer (PSB)        | 4041 | Unidos pelo Rio Grande PSB / PATRI                      | 52.977  | 0,91% |
| Nereu Crispim (PSL)        | 1777 | Endireita Rio Grande DEM / PSL / PROS                   | 32.200  | 0,55% |

### Assembleia Legislativa
Foram eleitos 55 deputados estaduais para a Assembleia Legislativa (ALERS). A nova composição da ALERS contou com um número histórico de mulheres eleitas, um total de nove deputadas, as quais três entre as dez mais votadas (Any Ortiz, Silvana Covatti e Luciana Genro). Na composição partidária, PT e MDB foram os maiores partidos, a coligação eleitoral de Leite obteve 18 deputados estaduais, com o PSDB ficando como o sétimo partido mais votado.

#### Partidos
|                       |                                                |           |            |          |               |      |  |  |  |  |
| Partidos              | Partidos                                       | Votos     | % de votos | Assentos | % de assentos | +/–  |  |  |  |  |
| PT                    | Partido dos Trabalhadores                      | 816.675   | 14,11      | 8        | 14,55         | -3   |  |  |  |  |
| MDB                   | Movimento Democrático Brasileiro               | 764.384   | 13,20      | 8        | 14,55         | –    |  |  |  |  |
| PP                    | Partido Progressista                           | 612.345   | 10,58      | 6        | 10,91         | -1   |  |  |  |  |
| PSL                   | Partido Social Liberal                         | 453.884   | 7,84       | 4        | 7,27          | +4   |  |  |  |  |
| PDT                   | Partido Democrático Trabalhista                | 425.859   | 7,36       | 4        | 7,27          | -4   |  |  |  |  |
| PTB                   | Partido Trabalhista Brasileiro                 | 420.998   | 7,27       | 5        | 9,90          | –    |  |  |  |  |
| PSDB                  | Partido da Social Democracia Brasileira        | 316.381   | 5,47       | 4        | 7,27          | –    |  |  |  |  |
| PSB                   | Partido Socialista Brasileiro                  | 301.390   | 5,21       | 3        | 5,45          | –    |  |  |  |  |
| PRB                   | Partido Republicano Brasileiro                 | 196.811   | 3,40       | 2        | 3,64          | +1   |  |  |  |  |
| NOVO                  | Partido Novo                                   | 190.078   | 3,28       | 2        | 3,64          | +2   |  |  |  |  |
| PSOL                  | Partido Socialismo e Liberdade                 | 179.510   | 3,10       | 1        | 1,82          | –    |  |  |  |  |
| PR                    | Partido da República                           | 169.819   | 2,93       | 2        | 3,64          | +1   |  |  |  |  |
| SD                    | Solidariedade                                  | 136.259   | 2,35       | 1        | 1,82          | +1   |  |  |  |  |
| DEM                   | Democratas                                     | 136.212   | 2,35       | 2        | 3,64          | +1   |  |  |  |  |
| PSD                   | Partido Social Democrático                     | 133.108   | 2,30       | 1        | 1,82          | –    |  |  |  |  |
| PPS                   | Partido Popular Socialista                     | 107.079   | 1,85       | 1        | 1,82          | –    |  |  |  |  |
| PCdoB                 | Partido Comunista do Brasil                    | 88.581    | 1,53       | 0        | 0             | -2   |  |  |  |  |
| PODE                  | Podemos                                        | 64.728    | 1,12       | 1        | 1,82          | +1   |  |  |  |  |
| PV                    | Partido Verde                                  | 58.491    | 1,01       | 0        | 0             | –    |  |  |  |  |
| REDE                  | Rede Sustentabilidade                          | 58.306    | 1,01       | 0        | 0             | Novo |  |  |  |  |
| PROS                  | Partido Republicano da Ordem Social            | 45.752    | 0,79       | 0        | 0             | –    |  |  |  |  |
| PSC                   | Partido Social Cristão                         | 44.437    | 0,77       | 0        | 0             | –    |  |  |  |  |
| PMN                   | Partido da Mobilização Nacional                | 24.186    | 0,42       | 0        | 0             | –    |  |  |  |  |
| PPL                   | Partido Pátria Livre                           | 8.006     | 0,14       | 0        | 0             | -1   |  |  |  |  |
| DC                    | Democracia Cristã                              | 6.247     | 0,11       | 0        | 0             | –    |  |  |  |  |
| PATRI                 | Patriota                                       | 5.230     | 0,09       | 0        | 0             | –    |  |  |  |  |
| PHS                   | Partido Humanista da Solidariedade             | 4.424     | 0,08       | 0        | 0             | –    |  |  |  |  |
| PRP                   | Partido Republicano Progressista               | 4.322     | 0,07       | 0        | 0             | –    |  |  |  |  |
| PCB                   | Partido Comunista Brasileiro                   | 3.797     | 0,07       | 0        | 0             | –    |  |  |  |  |
| PSTU                  | Partido Socialista dos Trabalhadores Unificado | 3.564     | 0,06       | 0        | 0             | –    |  |  |  |  |
| PMB                   | Partido da Mulher Brasileira                   | 3.550     | 0,06       | 0        | 0             | Novo |  |  |  |  |
| PTC                   | Partido Trabalhista Cristão                    | 2.856     | 0,05       | 0        | 0             | –    |  |  |  |  |
| AVANTE                | Avante                                         | 1.433     | 0,02       | 0        | 0             | –    |  |  |  |  |
| Votos nulos/brancos   | Votos nulos/brancos                            | 1.047.164 | –          | –        |               | –    |  |  |  |  |
| Total                 | Total                                          | 5.788.702 | 100        | 55       |               | 0    |  |  |  |  |
| Eleitores registrados | Eleitores registrados                          | 8.350.718 |            | –        |               | –    |  |  |  |  |

#### Deputados estaduais
Representação eleita - RS
  MDB: 8
  PT: 8
  PP: 6
  PTB: 5
  PDT: 4
  PSDB: 4
  PSL: 4
  PSB: 3
  DEM: 2
  NOVO: 2
  PR: 2
  PRB: 2
  PODE: 1
  PPS: 1
  PSD: 1
  PSOL: 1
  SD: 1

A tabela abaixo mostra somente os deputados estaduais eleitos. O ícone  indica os que foram reeleitos.
| Candidato eleito              | Votos   | Candidato eleito                 | Votos  |
| ----------------------------- | ------- | -------------------------------- | ------ |
| Luciano Lorenzini Zucco (PSL) | 166 747 | Dirceu Franciscon (PTB)          | 37 322 |
| Ruy Irigaray (PSL)            | 102 117 | Vilmar Zanchin (MDB)             | 37 161 |
| Any Ortiz (PPS)               | 94 904  | Gilberto Capoani (MDB)           | 37 058 |
| Edegar Pretto (PT)            | 91 471  | Zé Nunes (PT)                    | 36 982 |
| Silvana Covatti (PP)          | 75 068  | Elizandro Sabino (PTB)           | 36 033 |
| Luciana Genro (PSOL)          | 73 865  | Professor Issur Koch (PP)        | 35 803 |
| Sergio Peres (PRB)            | 72 167  | Gerson Burmann (PDT)             | 35 136 |
| Ernani Polo (PP)              | 67 248  | Sebastião Melo (MDB)             | 34 881 |
| Valdeci Oliveira (PT)         | 57 840  | Frederico Antunes (PP)           | 33 691 |
| Luís Augusto Lara (PTB)       | 56 396  | Sofia Cavedon (PT)               | 32 969 |
| Elton Weber (PSB)             | 55 645  | Pedro Pereira (PSDB)             | 32 290 |
| Gabriel Souza (MDB)           | 52 953  | Fernando Marroni (PT)            | 30 704 |
| Sérgio Turra (PP)             | 52 668  | Mateus Wesp (PSDB)               | 28 173 |
| Eduardo Loureiro (PDT)        | 50 056  | Dr. Thiago (DEM)                 | 27 907 |
| Jeferson Fernandes (PT)       | 49 809  | Neri, o carteiro (Solidariedade) | 27 808 |
| Fábio Ostermann (NOVO)        | 48 897  | Paparico Bacchi (PR)             | 27 483 |
| Tiago Simon (MDB)             | 45 792  | Dalciso Oliveira (PSB)           | 26 765 |
| Adolfo Brito (PP)             | 44 966  | Rodrigo Maroni (PODE)            | 26 449 |
| Kelly Moraes (PTB)            | 44 755  | Airton Lima (PR)                 | 25 679 |
| Edson Brum (MDB)              | 43 836  | Viana (PSDB)                     | 25 629 |
| Juliana Brizola (PDT)         | 43 822  | Luiz Marenco (PDT)               | 24 607 |
| Juliano Franczak (PSD)        | 43 012  | Zilá Breitenbach (PSDB)          | 24 115 |
| Juvir Costella (MDB)          | 42 066  | Eric Lins (DEM)                  | 23 042 |
| Fábio Branco (MDB)            | 41 468  | Vilmar Lourenço (PSL)            | 17 828 |
| Luiz Fernando Mainardi (PT)   | 41 450  | Capitão Macedo (PSL)             | 17 592 |
| Franciane Bayer (PSB)         | 40 317  | Giuseppe Riesgo (NOVO)           | 16 224 |
| Pepe Vargas (PT)              | 38 798  | Fran Somensi (PRB)               | 15 404 |
| Aloísio Classmann (PTB)       | 37 920  |                                  |        |